# Chiesa di San Biagio (Alonte)
La chiesa di San Biagio è la parrocchiale di Alonte, in provincia e diocesi di Vicenza; fa parte del vicariato di Lonigo.

## Storia
L'originaria parrocchiale alontina di Santa Maria del Castello è attestata a partire dal Basso Medioevo, con la prima citazione contenuta nelle Rationes decimarum compilate tra il 1297 e il 1303.
Nel 1540 l'edificio, che versava in cattive condizioni, venne interessato da un rifacimento, in occasione del quale fu giunta anche la dedica a san Biagio.
Nella seconda metà dell'Ottocento la struttura era nuovamente pericolante e si decise pertanto di abbandonarla a favore di un'erigenda nuova chiesa. La prima pietra di quest'ultima fu posta nel 1868; la parrocchiale, disegnata dall'ingegnere Antonio Trevisan, venne poi portata a termine dieci anni dopo.
In epoca postconciliare la chiesa fu adeguata alle nuove norme mediante l'aggiunta dell'altare rivolto verso l'assemblea.
Tra il 2013 e il 2014 l'edificio fu oggetto di un restauro, in occasione del quale si procedette anche alla risistemazione del pavimento e dei costoloni della cupola.

## Descrizione

### Esterno
La facciata a capanna della chiesa, rivolta a levante, è preceduta dal pronao tetrastilo sorretto da quattro colonne d'ordine tuscanico sopra le quali si impostano la trabeazione e il timpano dentellato di forma triangolare; il prospetto presenta inoltre il portale d'ingresso e un oculo.
Ad alcuni metri dalla parrocchiale si erge su un alto basamento a scarpa il campanile a pianta quadrata, alto poco più di 32 metri; la cella presenta su ogni lato una monofora a tutto sesto affiancata da lesene ed è coronata dalla cupola poggiante sul tamburo.

### Interno
L'interno dell'edificio si compone di un'unica navata a pianta circolare, sulla quale si affacciano le cappelle laterali, introdotte da archi a tutto sesto, e le cui pareti sono scandite da una cornice modanata e aggettante sopra la quale si imposta la cupola abbellita da cassettoni; al termine dell'aula si sviluppa il presbiterio, rialzato di alcuni gradini, coperto dal cupolino e chiuso dall'abside.